# Per Mathiesen
Per Anton Mathiesen (Mathisen), född 11 mars 1885, död 2 juni 1961, var en norsk gymnast.
Mathiesen tävlade för Norge vid olympiska sommarspelen 1912 i Stockholm, där han var med och tog guld i lagtävlingen i fritt system.